# Ringkøbing-Skjern
El municipi de Ringkøbing-Skjern és un municipi danès que va ser creat l'1 de gener del 2007 com a part de la Reforma Municipal Danesa, integrant els antics municipis d'Egvad, Holmsland, Ringkøbing, Skjern i Videbæk. El municipi és situat a l'oest de la península de Jutlàndia, a la Regió de Midtjylland, abasta una superfície de 1488 km² al voltant del Ringkøbing Fjord, que és com un gran llac separat del Mar del Nord per una estreta llengua de terra amb una única sortida a Hvide Sande, en aquest gran llac desemboca el riu Skjern (Skjern Å), el més cabalós de Dinamarca. També formen part del municipi els llacs Stadil Fjord i Vest Stadil Fjord, que malgrat el seu nom no són fiords.
La seu administrativa del municipi està compartida per les ciutats de Ringkøbing (9.775 habitants el 2009) i Skjern (7.622 habitants el 2009). Altres poblacions del municipi:
- Astrup
- Barde
- Borris
- Bølling
- Fjelstervang
- Grønbjerg
- Hemmet
- Herborg
- Hoven
- Hvide Sande
- Højmark
- Kloster
- Lem
- Lyne
- Lønborg
- No
- Nørre Bork
- Rækker Mølle
- Sønder Vium
- Spjald
- Stauning
- Tarm
- Tim
- Troldhede
- Velling
- Videbæk
- Vorgod
- Hee
- Ådum
- Ølstrup

## Consell municipal
Resultats de les eleccions del 18 de novembre del 2009:
| Partit                      | vots  | % vots |
| --------------------------- | ----- | ------ |
| Socialdemokratiet           | 5709  | 18.6   |
| Det Konservative Folkeparti | 1303  | 4.3    |
| Socialistisk Folkeparti     | 3049  | 10.0   |
| Kristendemokraterne         | 2164  | 7.1    |
| Dansk Folkeparti            | 2209  | 7.2    |
| Venstre                     | 16072 | 52.5   |

### Alcaldes
| Alcalde           | Període               | Partit  |
| ----------------- | --------------------- | ------- |
| Torben Nørregaard | 1-1-2007 a 31-12-2009 | Venstre |
|                   | 1-1-2010 a ----       |         |